# Beach (North Dakota)
Beach er en amerikansk by og administrativt centrum i det amerikanske county Golden Valley County i staten North Dakota. I 2000 havde byen et indbyggertal på 1.116.